# Ravenglass

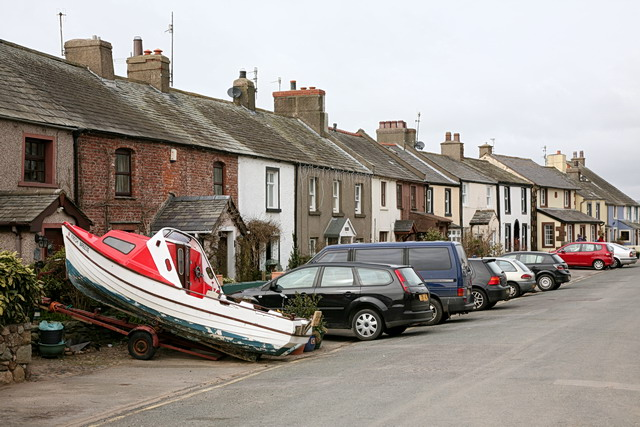
La via principale di Ravenglass

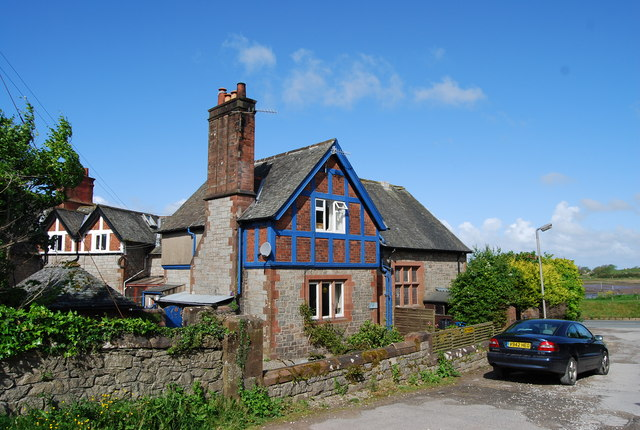
Cottage a Ravenglass

Ravenglass è un villaggio della costa nord-occidentale dell'Inghilterra, facente parte della contea inglese della Cumbria e del distretto di Copeland e situato lungo l'estuario su mare d'Irlanda del fiume Esk, Mite e Irt. Anticamente un piccolo porto romano e facente parte - dal punto di vista amministrativo - della parrocchia civile di Muncaster, è l'unica località del parco nazionale del Lake District che si affaccia sul mare.

## Geografia fisica
Ravenglass si trova nella parte sud-occidentale del parco nazionale del Lake District, tra Holbrook/Santon Bridge e Lane End/Broad Oak (rispettivamente a sud delle prime e a nord delle seconde).

## Storia
Ravenglass fu occupata dall'esercito romano dal 78 a.C. al III secolo. Il suo porto fu in seguito utilizzato, oltre che dagli stessi Romani, anche da Sassoni e Scandinavi.
Nel 1208, re Giovanni concesse al villaggio il diritto di ospitare un proprio mercato.
Tra il 1873 e il 1875 fu realizzata la Ravenglass & Eskdale Railway, che in origine serviva per il trasporto dei minerali di ferro.  Chiusa nel 1913, fu riaperta a scopo turistico nel 1960.

## Monumenti e luoghi d'interesse

### Terme romane
Principale monumento storico di Ravenglass sono le terme romane (note anche come "Walls Castle"), che costituiscono i resti di un forte del IV secolo chiamato Glannaventa.
|  |

### Main Street
La Main Steet ("via principale") è pavimentata in acciottolato estratto dal mare.

### Dintorni: il castello di Muncaster
Nei dintorni di Ravenglass, segnatamente a Muncaster, si trova il castello di Muncaster, eretto nel XIV secolo e per circa 800 anni residenza della famiglia Pennington.

## Infrastrutture e trasporti
Ravenglass si trova lungo l'autostrada A595 tra Barrow-in-Furness e Whitehaven e lungo la linea ferroviaria Cumbrian Coast.
A Ravenglass si ferma inoltre l'autobus nr. 6, che percorre la tratta Whitehaven-Muncaster.